# Hoher Göll
Le Hoher Göll est un sommet des Alpes, à 2 522 m d'altitude, dans les Alpes de Berchtesgaden, et particulièrement le point culminant du chaînon du Göllstock, entre l'Autriche (land de Salzbourg) et l'Allemagne (Bavière). La crête frontalière s'étend du Jägerkreuz en passant par le Hohes Brett, le Brettriedel, le Großer et le Kleiner Archenkopf jusqu'au Hoher Göll.

Vue panoramique depuis lesommet du Hoher Göll. La minuscule pointe qui dépasse de l'horizon à gauche est le Schönfeldspitze, puis, dans un creux, le Sommerstein (Steinernes Meer), puis, encore plus lointain s'il est possible, le Grossvenediger (3657 m), alors que tout en bas dans la brume on aperçoit le Hohes Brett, surplombé par le Grosser Hundstod, puis le Birnhorn, tandis que l'arrondi marqué de deux « dents » est le Watzmann, la deuxième arête étant le Hochkalter, puis dans une trouée des chaînons se dresse le Kaisergebirge, se dresse au milieu, mais restant sous l'horizon, le Reiter Alm avec tout en bas la commune de Ramsau bei Berchtesgaden, puis la façade du Reiter Alm, continuant le Ramsau bei Berchtesgaden, puis le Karkopf et juste après la marque somitale rayée de rouge est le Hochstaufen.

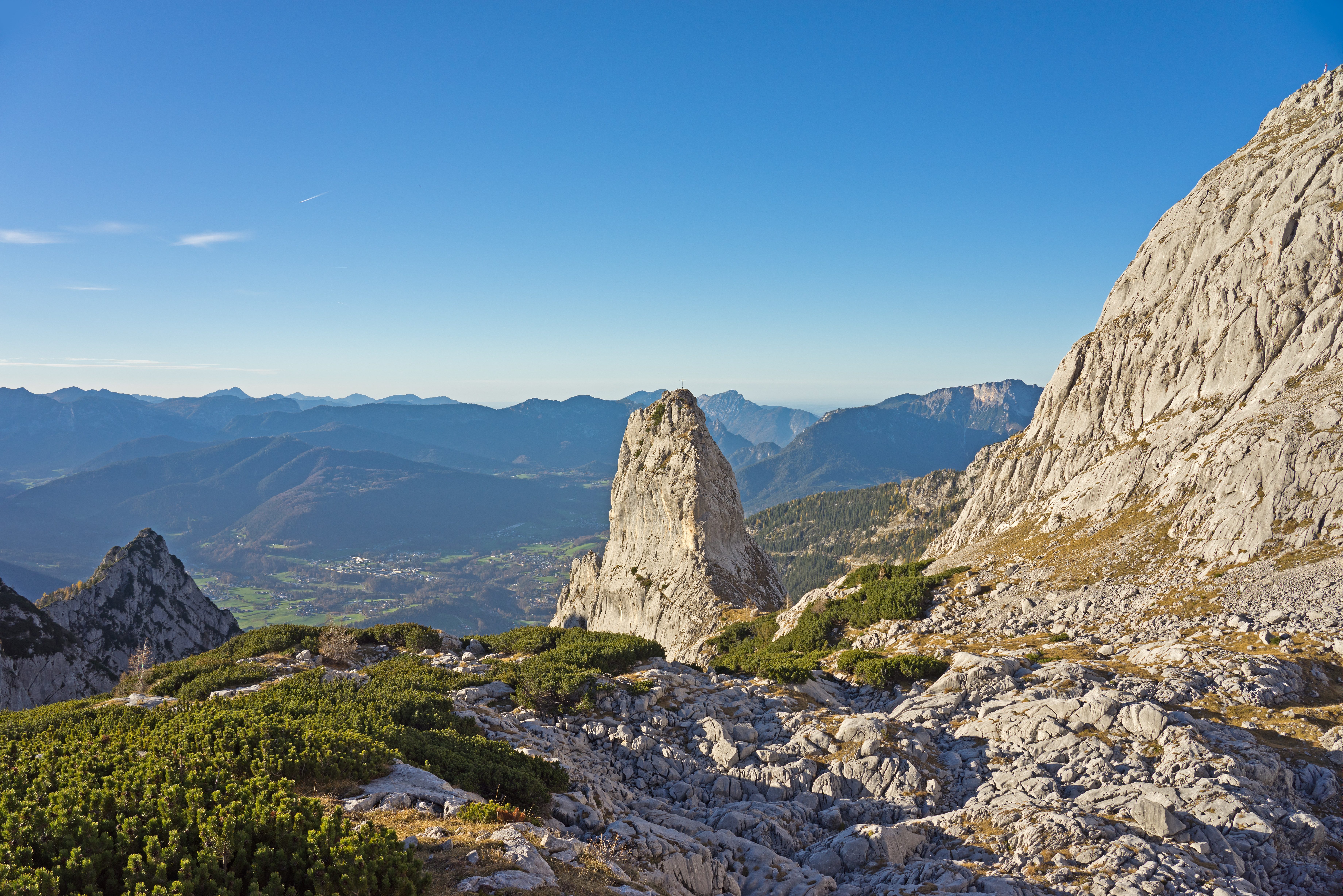
Sur les pentes du Hoher Göll, l'Umgäng avec au centre le Pflughörndl.